# 阿古桑山戰鬥
阿古桑山戰鬥（Battle of Agusan Hill）是發生於1900年5月14日的戰鬥，地點位在菲律賓民答那峨島卡加延德奧羅，屬於美菲戰爭的一部分。該日美國志願軍（USV）第40步兵團第一連隊長瓦特·B.艾略特（Walter B. Elliott）率領80名軍隊前往卡加延德奧羅西方約16公里的阿古桑村驅趕當地游擊隊。游擊隊駐紮在小山上，擁有500名成員及步槍、霰彈槍200支。此次戰鬥由美軍取得勝利，不僅殺死了游擊隊指揮官維森特·羅阿（Vicente Roa），還繳獲了35支雷明登步槍。